# Majoranta
Majoranta, jinak také horní mez, horní závora nebo horní odhad, je matematický pojem z teorie uspořádání. 

## Definice
Majoranta se definuje následujícím způsobem:
Pokud je množina {\displaystyle A} uspořádána relací {\displaystyle R} a {\displaystyle B} je podmnožina {\displaystyle A}, pak prvek {\displaystyle a\in A} je majorantou {\displaystyle B}, právě když {\displaystyle (\forall b\in B)(b\leq a)}.
Množina {\displaystyle B\subseteq A} je shora omezená, pokud pro ni existuje alespoň jedna majoranta.

## Vlastnosti majoranty
- Pokud má množina {\displaystyle B\subseteq A} z předchozí definice největší prvek, pak je tento prvek majorantou.
- Pomocí pojmu majoranty se dále definuje pojem supremum množiny jako nejmenší prvek množiny (nebo třídy) všech majorant (pokud tato množina má nejmenší prvek).

## Příklady
Nechť A je množina všech reálných čísel (A = R), B je množina všech reálných čísel x takových, že x2 < 3 a nechť R je relace obvyklého ostrého uspořádání reálných čísel (tj. R = <). Pak majorantou B při uspořádání R je například číslo 10. Nejmenší majorantou je číslo {\displaystyle s={\sqrt {3}}}.
Nechť A je třída všech ordinálních čísel (A = On), B je množina všech konečných ordinálních čísel (tj. množina přirozených čísel) a R = {\displaystyle \in } je uspořádání na třídě On. Pak majorantou B při uspořádání R je každé nekonečné ordinální číslo, nejmenší majorantou je číslo {\displaystyle s=\omega \,(=\aleph _{0})}.